# Martí Filosia
Martí Filosia (ur. 15 września 1945, Palafrugell) – piłkarz hiszpański narodowości katalońskiej, grający na pozycji ofensywnego pomocnika.
Karierę piłkarską rozpoczął w klubie FC Barcelona w roku 1966, gdzie grał do 1975. Razem z między innymi Johanem Cruijffem, Hugiem Sotilem pomógł klubowi w wywalczeniu 1. miejsca w Primera División w sezonie 1973/1974.
Grał też w derbach Katalonii dnia 16 października 1966 roku, przegranym przez jego klub 0:2. Grał 90 minut. Jego ostatnim meczem, zarówno w FC Barcelona, jak i w swojej karierze piłkarskiej było spotkanie z Celtą Vigo, 6 kwietnia 1975, wygranym przez Azulgranę 1:0.

## Tytuły
- 1 Puchar UEFA: 1971/1972.
- 1. miejsce w lidze: 1973/1974.
- 2 Copa del Rey: 1967/1968 i 1970/1971.